# Embaúba (São Paulo)
Embaúba é um município brasileiro do estado de São Paulo. A cidade tem uma população de 2.353 habitantes (IBGE/2024). Pertence à Microrregião de Catanduva.

## História

### Formação territorial-administrativa
Histórico da formação do município:
- Distrito de Vila Albuquerque, no município de Jaboticabal, criado pelo Decreto nº 6.607, de 16/08/1934.
- Denominação alterada para Albuquerque e distrito transferido para o município de Cajobi pelo Decreto nº 9.775, de 30/11/1938.
- Denominação alterada para Embaúba pelo Decreto-Lei nº 14.334, de 30/11/1944.
- Município criado pela Lei nº 6.645, de 09/01/1990.

## Geografia
Localiza-se a uma latitude 20º58'57" sul e a uma longitude 48º50'08" oeste, estando a uma altitude de 570 metros. Possui uma área de 83,1 km².

### Hidrografia
- Rio da Onça
- Rio Turvo

### Rodovias
- SP-351

## Demografia

### População
| Crescimento populacional                             | Crescimento populacional | Crescimento populacional | Crescimento populacional |
| Ano                                                  | População Total          |                          | %±                       |
| ---------------------------------------------------- | ------------------------ | ------------------------ | ------------------------ |
| 2000                                                 | 2 478                    |                          | —                        |
| 2010                                                 | 2 423                    |                          | −2,2%                    |
| 2022                                                 | 2 323                    |                          | −4,1%                    |
| Est. 2024                                            | 2 353                    | [ 7 ]                    | 1,3%                     |
| Fontes: Censos Demográficos IBGE e Estimativas SEADE |                          |                          |                          |

### Dados demográficos
Dados do Censo - 2010
População Total: 2.423
- Urbana: 2.060
- Rural: 363
- Homens: 1.259[12]
- Mulheres: 1.164

Densidade demográfica (hab./km²): 29,15
Dados do Censo - 2000
Mortalidade infantil até 1 ano (por mil): 16,42
Expectativa de vida (anos): 70,93
Taxa de fecundidade (filhos por mulher): 2,49
Taxa de Alfabetização: 88,47%
Índice de Desenvolvimento Humano (IDH-M): 0,757
- IDH-M Renda: 0,661
- IDH-M Longevidade: 0,765
- IDH-M Educação: 0,846

(Fonte: IPEADATA)

## Infraestrutura

### Comunicações
O sistema de telefones automáticos, assim como o sistema de discagem direta à distância (DDD) com o código de área (0175), foram implantados pela Telecomunicações de São Paulo (TELESP).
Na década de 90 o código DDD da cidade foi alterado para (017), para padronização do sistema telefônico com a telefonia celular que estava sendo implantada em todo o estado.

## Religião
O Cristianismo se faz presente na cidade da seguinte forma:
Igreja Católica 
| Diocese             | Paróquia                |
| ------------------- | ----------------------- |
| Diocese de Barretos | Nossa Senhora Aparecida |

A Paróquia Nossa Senhora Aparecida foi criada no ano de 1996.
Igrejas Evangélicas
Entre as igrejas protestantes históricas, pentecostais e neopentecostais, encontram-se na cidade:
- Assembleia de Deus Ministério do Belém.[19][20]
- Congregação Cristã no Brasil.[21]